# Sporthal De Pijp
Sporthal De Pijp (officieel: Sportcentrum De Pijp) is een multifunctionele sportaccommodatie gelegen aan de Lizzy Ansinghstraat (hoek met de Tweede van der Helststraat) in de wijk De Pijp in Amsterdam.

## Geschiedenis
Op het terrein waar de sporthal staat, bevond zich vroeger het gebouw van de RAI Vereniging. Toen deze vereniging in 1961 intrek nam in het nieuwe RAI-gebouw, werd het oude gebouw (in de volksmond de Oude RAI genoemd), gebruikt voor sportdoeleinden. Het houten gebouw was daarvoor echter niet geschikt, en daarom besloot de Gemeente Amsterdam om het grootste deel van het gebouw in 1976 te slopen. Het restant bleef tot augustus 1980 staan.
Er bestonden al lange tijd plannen om een operagebouw te plaatsen op het braakliggende terrein, maar dat stuitte op weerstand van de buurt. Onder andere Jan Schaefer, die in De Pijp woonde en bestuurslid was van een lokaal comité, zette zich in voor de komst van een nieuwe sporthal. In 1967 gaf de gemeenteraad in weerwil van de wens van de bewoners haar goedkeuring aan de plannen, maar uiteindelijk sneuvelden de plannen toch en werd besloten tot bouw van een sporthal. De Stopera werd het gewenste operagebouw.
Het gebouw werd neergezet op basis van een ontwerp van architect Anna Clasina van Hattem, werkende voor afdeling bouwwerken van de Dienst der Publieke Werken. Van Hattem had ervaring met de bouw van sporthallen; Sporthallen Zuid is ook van haar hand. In juli 1979 werd de bouwvergunning aangevraagd voor dan een sporthallencomplex aan de Tweede van der Helststraat De kosten werden geschat op circa zestien miljoen gulden, maar nog afhankelijk van de aanbesteding in het najaar van 1979. De geschatte bouwtijd was bijna twee jaar. Er werd flink gediscussieerd over de bouw, want het moest nog passen in de plannen met het operagebouw van Cees Dam, dat er dus nooit kwam. Opvallend aan het moderne gebouw in blauw en grijs beschilderde MIB-stenen is de plaatsing van de splitskast naar ontwerp van Pieter Lucas Marnette, het ontwerp dateert uit de tijd/bouwstijl van de Amsterdamse bouwstijl.
Op 23 december 1980 sloeg wethouder Louis Kuijpers de eerste paal in de grond. Het duurde nog enkele jaren voordat het gebouw opgeleverd zou worden. Het sportcentrum opende op haar deuren op 30 april 1983. 
Pieter Brattinga was bij het begin de ontwerper van de huisstijl, hetgeen tevens was terug te vinden aanduiding aan de straatzijden en andere informatieborden. Aan de gevel hangen er in 2023 nog wel plastieken van Frans en Marja de Boer-Lichtveld.

## Gebruik
Sportcentrum De Pijp heeft de beschikking over twee sportzalen van 48 bij 23 meter, die voor tal van zaalsporten kunnen worden ingezet. Daarnaast beschikt het gebouw over een bokszaal, dojo, conferentiezaal en een café.

### Schaken
Schaakvereniging Max Euwe Amsterdam had sinds 1992 tot haar opheffing in 2009 haar speellokaal in Sporthal De Pijp. 
In 2001 en 2002 vonden hier twee edities plaats van het Lost Boys Toernooi, een prestigieus schaaktoernooi met een zeer sterk deelnemersveld. Grootmeester Loek van Wely wist beide edities te winnen.

## Afbeeldingen

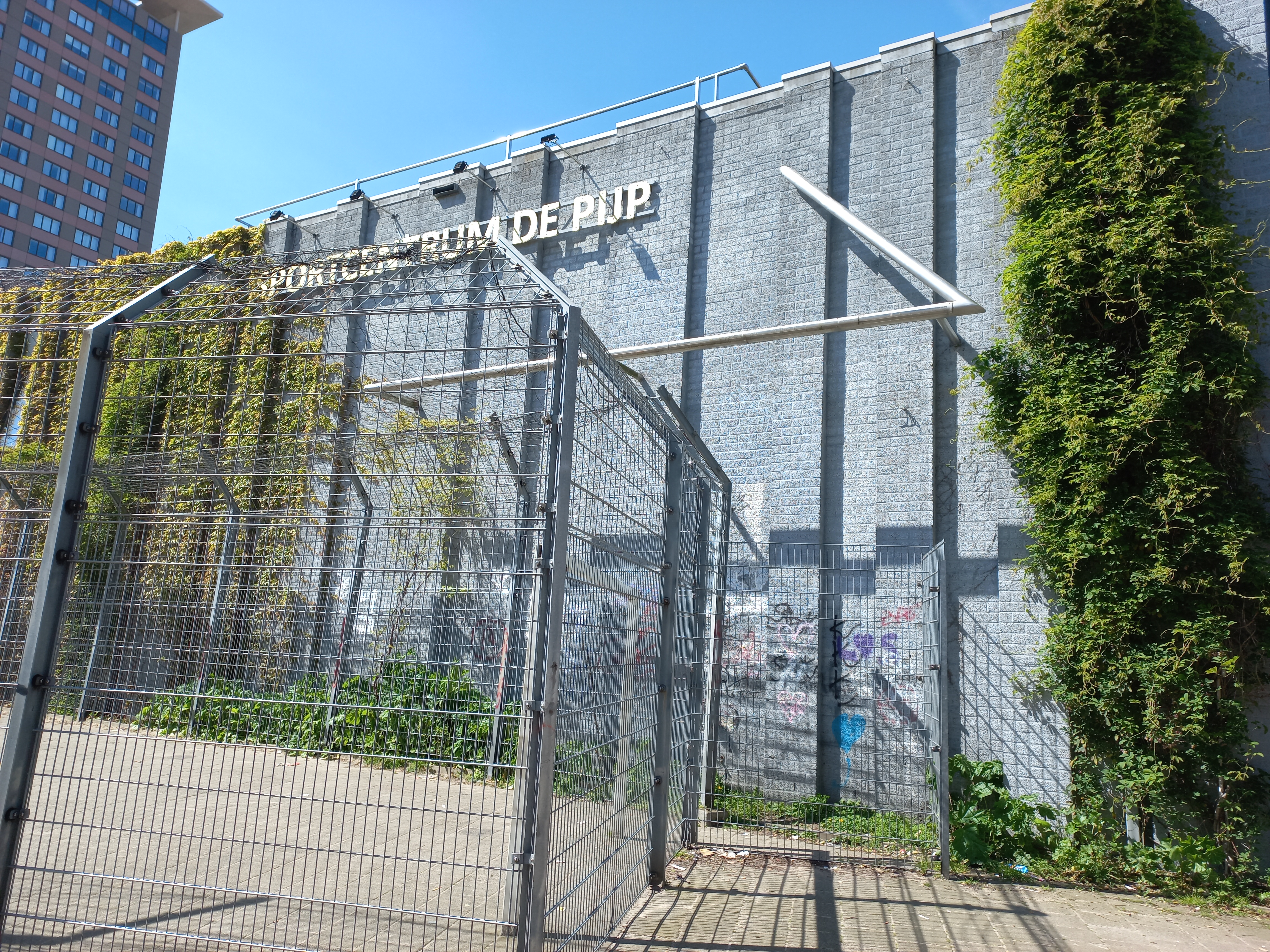
Plastiek van De Boer-Lichtveld (april 2023)
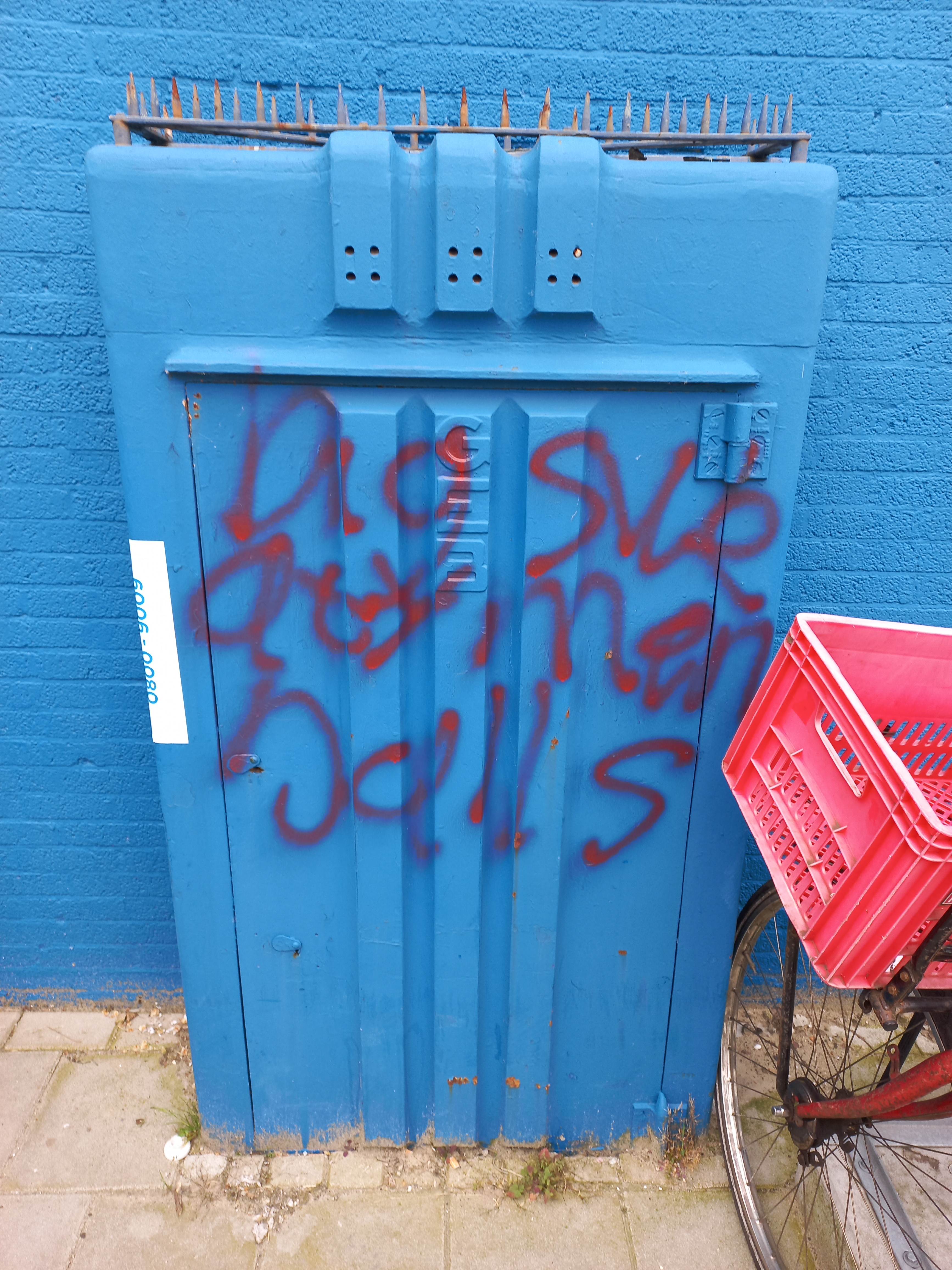
Splitskast (mei 2023)